# Lophopappus
Lophopappus  es un género  de plantas con flores en la familia de las Asteraceae. Comprende 7 especies descritas y de estas, solo 4 aceptadas.

## Taxonomía
El género fue descrito por Henry Hurd Rusby y publicado en Bulletin of the Torrey Botanical Club 21: 487. 1894. La especie tipo es: Lophopappus foliosus Rusby 

## Algunas especies aceptadas
A continuación se brinda un listado de las especies del género Lophopappus aceptadas hasta julio de 2012, ordenadas alfabéticamente. Para cada una se indica el nombre binomial seguido del autor, abreviado según las convenciones y usos.
- Lophopappus blakei Cabrera
- Lophopappus cuneatus R.E.Fr.
- Lophopappus foliosus Rusby
- Lophopappus tarapacanus (Phil.) Cabrera